# Agustín Reyes Ponce
Julio Agustín Miguel Reyes Ponce, conocido como Agustín Reyes Ponce, nació en Puebla de los Ángeles el 12 de abril de 1916 y murió en Ciudad de México el 22 de octubre de 1988. Fue el primer tratadista de Administración de empresas hispanoamericano. Se le considera como la figura más importante en América Latina del ámbito teórico-práctico empresarial. Contribuyó de manera decisiva a la creación de diversas licenciaturas económico administrativas en varios países latinoamericanos durante la segunda mitad del siglo XX. Fue Director y profesor Fundador - Huésped en diversas Universidades de México, Perú, Colombia y Venezuela.
Sus obras son la base de una teoría ecléctica latina completa, su trabajo se establece dentro de las Escuelas del Proceso Administrativo, La Administración de Personal e introduce el concepto "Administración por Objetivos".

## Biografía
Provenía de la familia Ponce de León, de la cual también es descendiente Manuel M. Ponce. Agustín Reyes Ponce fue criado en la ciudad de Atlixco, quedando huérfano de padre a temprana edad. Durante su niñez y adolescencia, fue condiscípulo del cardenal Ernesto Corripio Ahumada.
Se destacó por ser un hombre culto, amante de la filosofía, lector desde los tres años de clásicos como Julio Verne, políglota y melómano de la música clásica.
Se graduó con honores como Licenciado en Derecho de la hoy Benemérita Universidad Autónoma de Puebla alma mater a la que posteriormente regresaría para ser el primer director de la Facultad de Administración. Fue también profesor fundador de la Licenciatura en Administración de Empresas en la Universidad Nacional Autónoma de México y del doctorado en el Instituto Politécnico Nacional, profesor huésped del Instituto Tecnológico y de Estudios Superiores de Monterrey, además de haber dedicado su vida entera a la Universidad Iberoamericana, donde por su legado, se instauró un reconocimiento en su honor para los administradores de empresas destacados que se gradúan de esa universidad. Por su cátedra pasaron muchos alumnos que después se convirtieron en poderosos empresarios, entre cientos de futuros ejecutivos de alto nivel y funcionarios públicos. 
Durante más de dos décadas realizó viajes de investigación por todo el mundo, principalmente en los continentes americano, europeo y asiático. Su gran preocupación por encontrar un equilibrio entre los factores de la producción lo llevaron impulsar reformas laborales en su país y sus estudios sobre salarios mínimos profesionales contribuyeron de forma significativa para el establecimiento de los mismos en la República Mexicana.
Fue el más importante asesor y consultor empresarial hispano durante la segunda mitad del siglo XX. Reconocido por gobiernos y diversas cámaras de empresarios y legiones de trabajadores por su aporte al engrandecimiento de la cultura hispanoamericana en prácticamente todos los países latinoamericanos.
El 14 de marzo de 2000, el presidente de México, Ernesto Zedillo inaugura en el Estado de México, la primera etapa del Centro de Bachillerato Tecnológico No.1 "Lic. Agustín Reyes Ponce", beneficiando a cientos de jóvenes de escasos recursos con la oportunidad de salir adelante a través del estudio de una carrera técnica. En el año 2005 el Consorcio de Universidades Mexicanas establece la "Cátedra Nacional Agustín Reyes Ponce" con la misión de facilitar la generación y la aplicación innovadora del conocimiento en áreas económico administrativas mediante el desarrollo de redes de investigaciones académicas, la publicación de literatura científica y el intercambio de destacados estudios en el ámbito nacional e internacional.

## Sus libros
- Administración de Empresas "Teoría y Práctica 1a parte (mecánica)"
- Administración de Empresas "Teoría y Práctica 2.ª parte (dinámica)"
- Administración Moderna
- Administración por Objetivos
- Administración de Personal "Relaciones Humanas"
- Administración de Personal "Sueldos y Salarios"
- Administración de Personal "Análisis de Puestos"
- El administrador de empresas: ¿Qué hace?
- COPARMEX. Su origen y desarrollo. Hacia los próximos 50 años
- Economía Mexicana y Catolicismo Social